# Сновицы
Сновицы — село в Суздальском районе Владимирской области России, входит в состав Новоалександровского сельского поселения.

## География
Село расположено на левом берегу реки Содышка близ автодороги 17А-1 Владимир - Переславль-Залесский в 9 км на юго-восток от центра поселения села Новоалександрово и в 4 км на север от города Владимир.

## История

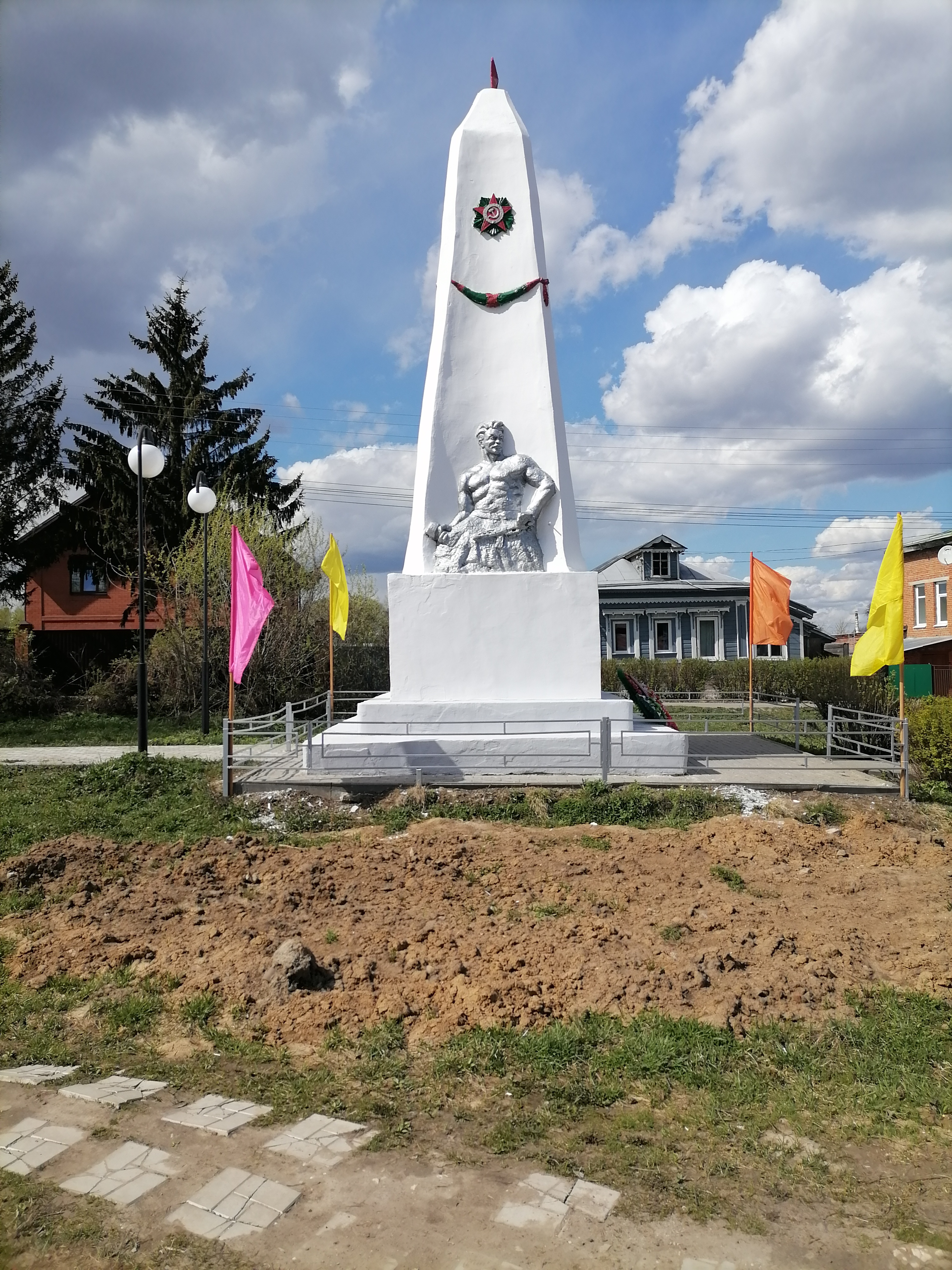
Памятник воинам, павшим в годы Великой Отечественной войны

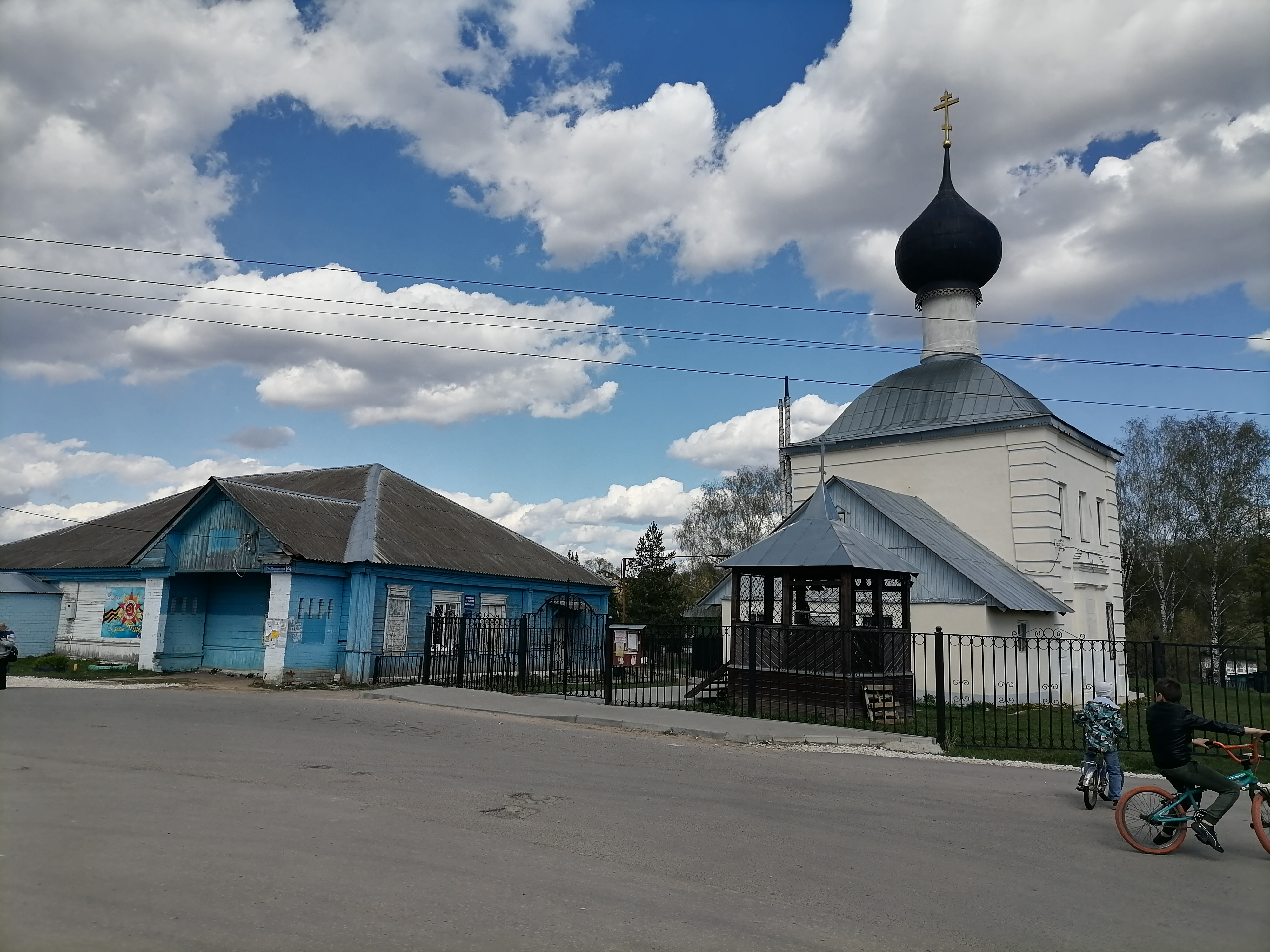
Церковь Вознесения Господня

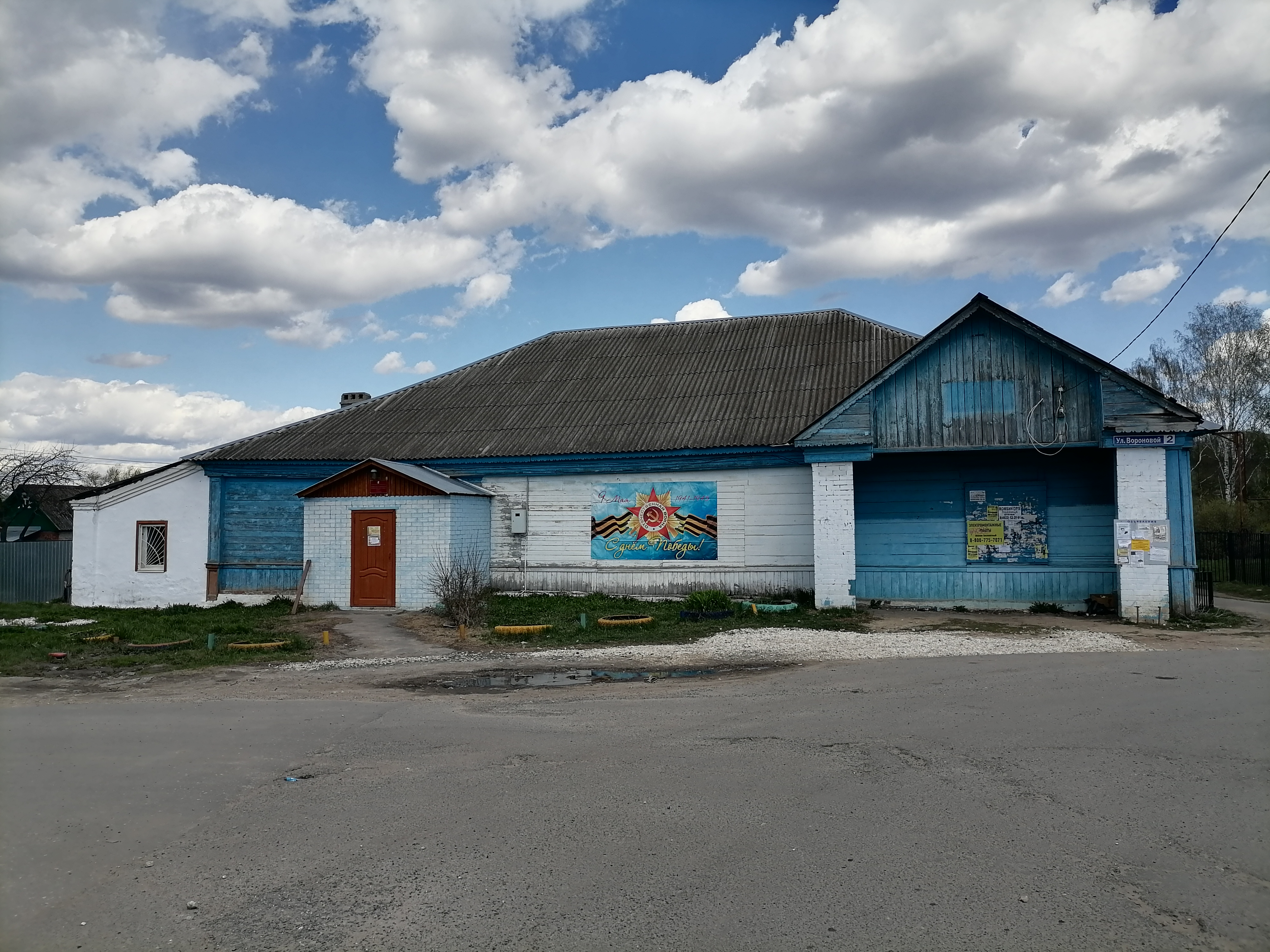
Культурно-досуговый центр

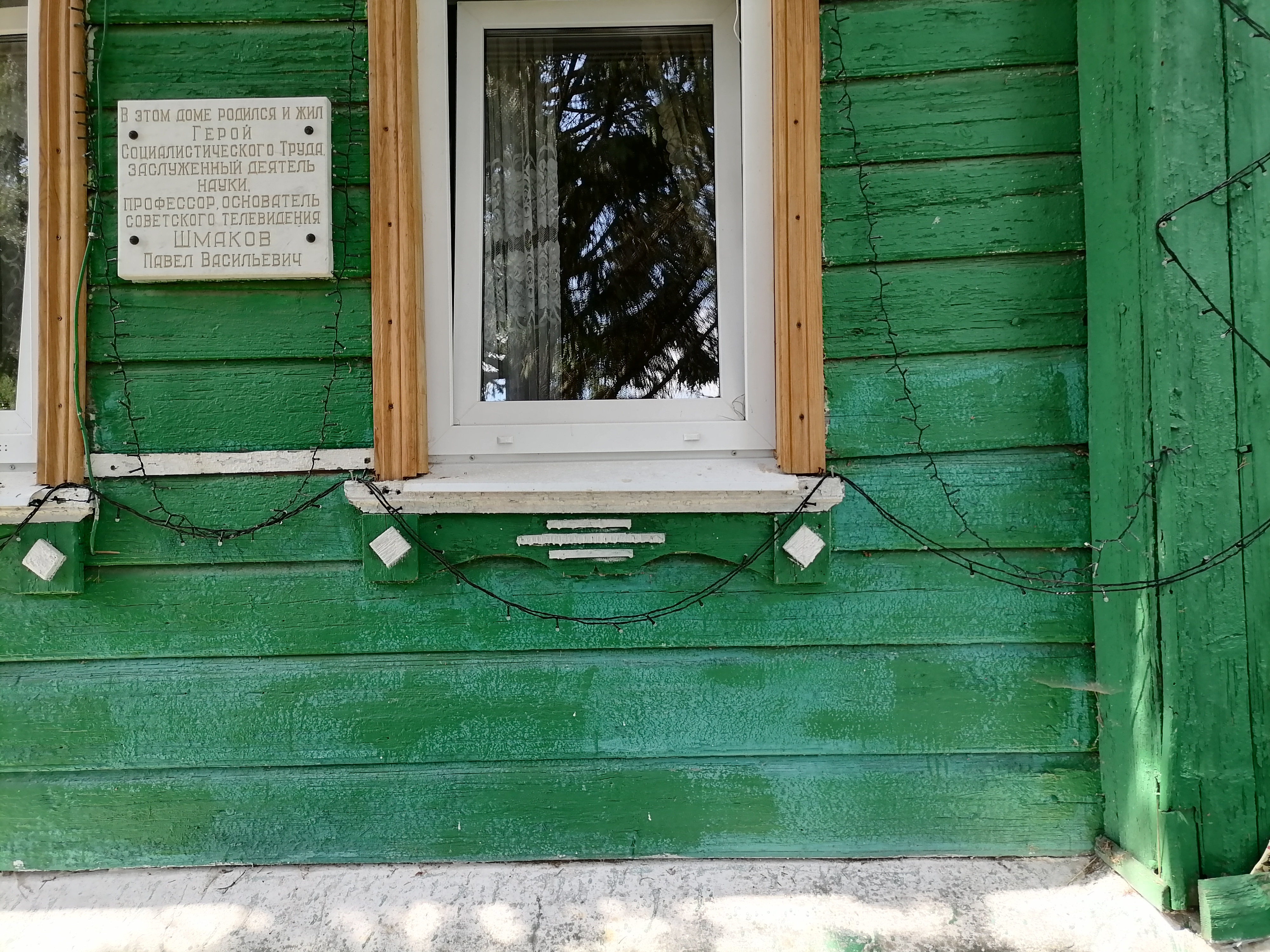
Отчий дом Героя СоцТруда Шмакова в Сновицах. Мемориальная доска

В патриарших окладных книгах 1628 года значится: «церковь Николы чудотворца в патриаршей вотчине в селе Сновицком Сновицкого монастыря», но дани по указу патриарха от 1626 года брать с этой церкви не велено. В 1656 году положена была дань на церковь села Сновицкого 1 руб. 19 алтын 3 деньги, но в 1657 г. вновь была отменена. Под 1670 годом в делах дворцового приказа отмечена в селе Сновицком церковь во имя чудотворца Николая, деревянная, с папертью, крыта тесом, а в церкви книги, ризы, всякая церковная утварь, на колокольне колокола, строение мирское; у той церкви поп Иван. В 1717 году эта церковь во время бывшего в селе пожара сгорела; средств построить новую церковь у прихожан не было. Видя их «разорение от пожарного времени и скудность Вознесенской церкви в гор. Владимире поп Андрей со своими приходскими людьми пожертвовал в село Сновицкое свою деревянную церковь в честь Вознесения Господня». В 1718 году церковь была перевезена и освящена, но уже не во имя Николая чудотворца, а в честь Вознесения Господня. Но и эта церковь во второй половине XVIII века сгорела; на место сгоревшей построена была вновь в 1775 году деревянная церковь, купленная во Владимире от Ильинской церкви. Ныне в селе Сновицах церковь каменная, построена в 1827 году на средства прихожан; колокольня каменная же, построена в 1857 году. Престолов в церкви два: в настоящей — в честь Вознесения Господня, в приделе — во имя святого Николая чудотворца. Придел устроен в 1863 году. В 1893 году приход состоял из села Сновиц, сельца Сущева, деревень Сущевой, Фалелеевки и Верезиной; в приходе 615 душ мужского пола и 641 женского.
Близ села на правом берегу реки Содышка расположена церковь Благовещения Пресвятой Богородицы. На месте этой приходской церкви издревле существовал мужской монастырь. В духовной грамоте Симоновского чернеца Андриана Ярлыка, засвидельствованной святым Ионою митрополитом 1461 года, Сновицкий монастырь именуется митрополичьим, а в жалованной грамоте великого князя Иоанна III в 1504 году дана этому монастырю неподсудность. Монастырь управляем был сначала игуменами, а потом архимандритами, имел 750 душ крестьян. Упразднен в 1764 году. Когда построена существующая каменная церковь, неизвестно. Церковь двухэтажная, прежде внизу были кельи и с трех сторон над ними вокруг церкви крытые переходы; теперь эти переходы сломаны, и с северной стороны в них устроен придельный храм в 1758 году при Антонии, архиепископе Владимирском и Ярополчском, как видно из надписи на храмозданном кресте. В связи с церковью с западной стороны пристроена высокая колокольня: низ ее четырехугольный, середина восьмигранная и верх шатровый. На колоколах сохранились две надписи: — «лета 7149 (1641) выменен сей колокол в Володимирском уезде в монастырь Сновицкий Благовещению Пресвятыя Богородицы при игумене Евфимии, а заделать дал старец Макарий три рубля»; — «лета 7149 приложил в Сновицкий монастырь колокол Иван Федорович Соболев». Престолов в церкви три: главный, в верхнем этаже — в честь Благовещения Пресвятой Богородицы. Над этим престолом сень на железных цепях с изображением коронования Божией Матери. В этом же этаже в прежде бывшей галерее устроен престол в честь святого Симеона Богоприимца и Анны пророчицы в 1758 году; третий придел теплый — в честь зачатия Иоанна Предтечи устроен в нижнем этаже, в бывших прежде братских кельях. До 1876 года церковь упраздненного Сновицкого монастыря имела особый приход и особый причт, в этом же году к ней была приписана Вознесенская церковь в селе Сновицах с принадлежащим ей приходом. Таким образом, при Благовещенской церкви образовался один соединенный приход.
В конце XIX — начале XX века село входило в состав Богословской волости Владимирского уезда.
С 1929 года село входило в состав Богословского сельсовета Владимирского района, с 1965 года — центр Сновицкого сельсовета Суздальского района, с 2005 года — в составе Новоалександровского сельского поселения.

## Население
| 1859 | 1897 | 1905  | 1926 | 2002  | 2010  | 2021  |
| ---- | ---- | ----- | ---- | ----- | ----- | ----- |
| 650  | ↗799 | ↗1016 | ↘884 | ↗1519 | ↗1765 | ↗3210 |

## Инфраструктура
В селе расположена МБОУ «Сновицкая средняя общеобразовательная школа им. С. Н. Белкина».
Имеется библиотека, культурно-досуговый центр, почта.

## Русская православная церковь
В селе находится действующая Церковь Вознесения Господня (1827-1857).
20 ноября 2020 года открыт Благовещенский женский монастырь.

## Известные жители
Родился Шмаков Павел Васильевич (1885—1982) — советский учёный в области электроники, Герой Социалистического Труда, Заслуженный деятель науки и техники РСФСР (1948), профессор, на родительском доме (д. 65 по ул. Шмакова) мемориальная доска